# Fair Warning (Album)
Fair Warning ist das vierte Studioalbum der US-amerikanischen Rockband Van Halen, das am 29. April 1981 über das Label Warner Bros. auf Schallplatte veröffentlicht wurde.

## Geschichte
Bei den Aufnahmen zu Fair Warning, zum wiederholten Male im Sunset Studio, kam es zu Spannungen innerhalb der Band. David Lee Roth sonderte sich ein wenig ab, und Eddie Van Halen hatte bereits mit den anderen Bandkollegen darüber gesprochen, dass er die Band verlassen könnte. Sein Bruder überzeugte ihn jedoch, zu bleiben. Das Album gilt als das „dunkelste“ der bisherigen Van-Halen-Alben. Es enthielt auch keine radiotauglichen Hits, weswegen sich das Label Sorgen zu machen begann. Passend zur düsteren Stimmung ist das Album-Cover, das basiert auf dem Gemälde The Maze des Malers William Kurelek, in dem dieser seine psychischen Probleme zusammengefasst darstellen wollte, entstanden 1953 in der renommierten psychiatrischen Klinik Maudsley Hospital in London.

## Erfolg und Kritik
Trotz der Probleme erreichte das Album Platz 5 der Billboard 200. Auf der Webseite Allmusic.com wurde es von Stephen Thomas Erlewine als „dunkles, fremdartiges Biest“ bezeichnet. Es zeige aber die geballte Kraft Van Halens besser als jedes andere Album, weswegen es einen gelegentlichen Besuch wert sei. Die Wertung des Albums lag bei 4 von 5 Sternen.

## Titelliste
1. Mean Street – 5:00
2. Dirty Movies – 4:08
3. Sinner’s Swing! – 3:09
4. Hear About It Later – 4:35
5. Unchained – 3:29
6. Push Comes To Shove – 3:49
7. So This Is Love? – 3:06
8. Sunday Afternoon in the Park (Instrumental) – 1:59
9. One Foot Out the Door – 1:58

Alle Stücke wurden von Anthony, Roth, Van Halen und Van Halen geschrieben.

## Kommerzieller Erfolg

### Chartplatzierungen
| ChartsChartplatzierungen       | Höchstplatzierung | Wochen |
| ------------------------------ | ----------------- | ------ |
| Deutschland (GfK)              | 37 (10 Wo.)       | 10     |
| Vereinigte Staaten (Billboard) | 5 (23 Wo.)        | 23     |
| Vereinigtes Königreich (OCC)   | 49 (4 Wo.)        | 4      |

### Auszeichnungen für Musikverkäufe
Das Album erreichte Doppelplatin in den USA.
| Land/Region               | Auszeichnungen für Musikverkäufe (Land/Region, Auszeichnung, Verkäufe) | Verkäufe  |
| ------------------------- | ---------------------------------------------------------------------- | --------- |
| Kanada (MC)               | Platin                                                                 | 100.000   |
| Vereinigte Staaten (RIAA) | 2× Platin                                                              | 2.000.000 |
| Insgesamt                 | 3× Platin ·                                                            | 2.100.000 |

Hauptartikel: Van Halen/Auszeichnungen für Musikverkäufe